# رو بزغاله
رو بزغاله یک ستاره است که در صورت فلکی بزغاله قرار دارد.